# De Literaire Luxe Reeks
De Literaire Luxe Reeks is een boekenreeks van een dertigtal kleine boekjes, uitgegeven door Emanuel Querido in Amsterdam in de jaren 1919 tot en met 1929. Het bandontwerp was van J.B. Heukelom, de belettering was van S.H. de Roos. Doorgaans waren de boeken in linnen gebonden. Het boekje (formaat 17 x 11 cm) was verkrijgbaar voor de volgende prijzen: ingenaaid fl. 1.20, gebonden in linnen fl. 1.75, gebonden in leder fl. 3.25 en in Peau de Suède fl. 3.75.
Tijdens de crisistijd van de jaren dertig werden de boekjes voor de verlaagde prijs van één gulden aangeboden, en werd er een 'speciaal voor dit bibliotheekje ontworpen, in twee kleuren gebeitste, eikenhouten cassette' aangeboden om de hele serie in de huiskamer te pronk te zetten. Een complete set in cassette kostte 26 gulden, en in de lederen varianten 52 gulden. Los kostte een cassette drie gulden.

## Fondslijst
Hieronder staan de titels vermeld in de vermoedelijke volgorde van verschijning.
- Is. Querido - De jeugd van Beethoven (1e druk 1919, 2e 1921 in deze reeks)
- Carel Scharten - De bloedkoralen doekspeld (1920)
- M.J. Brusse - In ‘t verbouwereerde oude stadje (1920)
- Louis Couperus - Lucrezia (1920; 2e druk in deze reeks 1927)
- Johan de Meester - Gezin (1920)
- Karel Wasch - Dialogen (1920)
- Top Naeff - Vriendin (1920; 2e druk 1921, 3e 1924 in deze reeks)
- Top Naeff - Charlotte von Stein (1e druk 1921, 2e 1927 in deze reeks)
- Carry van Bruggen - Een Indisch huwelijk (1921)
- Johan de Meester - Goethe’s liefdeleven (1e druk in deze reeks 1921)
- Gerard van Eckeren - De late dorst (1921)
- Jo van Ammers-Küller - De zaligmaker (1921)
- Emmy van Lokhorst - Phil’s laatste wil (1921)
- Kees van Bruggen - De freule (1921)
- Jacob Israël de Haan - Jerusalem (1921)
- P.H. Ritter Jr. - De legende van het juweel (1922)
- Marie Schmitz - Weifeling (1922)
- Antoon Thiry - Pauwke’s vagevuur (1922)
- Ellen (= Dina Mollinger-Hooyer) - De pop van Elisabeth Gehrke (1922)
- Herman Robbers - Het ontstaan van een roman (1922)
- Is. Querido - Muziek (1924)
- P.H. Ritter Jr. - Het gracieus avontuur (1924)
- Antoon Thiry - Meester Vindevogel (1924)
- Ina Boudier-Bakker - De moeders (1925)
- Herman Teirlinck - De wonderlijke mei (1925)
- P.H. Ritter Jr. - Het huis eener kunstenares (Ina Boudier-Bakker) (1925)
- Urbain Van De Voorde - Guido Gezelle (1926)
- Carry van Bruggen - Tirol (1926)
- Antoon Thiry - Van vier pelgrims (1928)
- Antoon Thiry - De izegrim (1929)